# Duguetia granvilleana
Duguetia granvilleana är en kirimojaväxtart som beskrevs av Paulus Johannes Maria Maas. Duguetia granvilleana ingår i släktet Duguetia och familjen kirimojaväxter. Inga underarter finns listade i Catalogue of Life.